# Tuk Tuk Forwarder
Tuk Tuk Forwarder Co., Ltd. (kurz TTF) ist ein Hersteller von Autorikschas mit Sitz in Bangkok (Thailand). In einigen Quellen wird auch die Schreibweise Forwerder verwendet (diese war nicht einmal auf der eigenen Internetseite einheitlich).

## Geschichte
Das Unternehmen wurde 1987 unter dem Namen Pholasith gegründet. Eine andere Quelle nennt das Jahr 1993.
Noch vor dem Produktionsbeginn 1996 wurden 1994 die ersten beiden Autorikschas mit Elektroantrieb präsentiert. Die anfängliche Kapazität umfasste 12.000 Einheiten. Nach eigenen Angaben wurde TTF erst 2000 mit zwei Produktionsstätten und einer Kapazität von 16.000 Fahrzeugen gegründet. Die Umbenennung in Tuk Tuk Forwarder soll 2002 erfolgt sein.
Die Website des Unternehmens ist seit 2016 nicht mehr erreichbar.

## Modelle
Produziert wurden Autorikschas in einer Vielzahl von Ausführungen: 3-sitzer, 6/8-Sitzer und Pick-ups.
Anstelle des oftmals üblichen Zweitaktmotors verwendete TTF einen Viertaktmotor mit 550 cm³ Hubraum. Dieser Motor mit einer Leistung von 30 PS konnte mit Benzin, Erdgas oder Flüssiggas betrieben werden. Dagegen war die Hinterachse mit Starrachse und Blattfedern einfacher als bei den Wettbewerbern gestaltet. Ab 2002 wurde auch eine Version mit Brennstoffzelle hergestellt.